# حي تلال شمسان (عدن)
حي تلال شمسان هو أحد أحياء مديرية المنصورة في محافظة عدن اليمنية. يبلغ تعداد سكانه 22885 نسمة حسب التعداد السكاني في اليمن لعام 2004.

## التقسيم الإداري
| الحارة            | عدد المساكن | عدد الأسر | الذكور | الأناث | الإجمالي |
| ----------------- | ----------- | --------- | ------ | ------ | -------- |
| حارة الدرين       | 570         | 525       | 2118   | 1361   | 3479     |
| حارة الشاعر       | 859         | 838       | 2636   | 2661   | 5297     |
| حارة لبوزة        | 396         | 377       | 1300   | 1336   | 2636     |
| حارة الصناعة      | 326         | 309       | 945    | 992    | 1937     |
| حارة الوحيشي      | 454         | 473       | 1352   | 1512   | 2864     |
| حارة بن سلمان     | 861         | 901       | 3165   | 3121   | 6286     |
| حارة على قاسم سيف | 229         | 265       | 875    | 863    | 1738     |